# Bulbul alaverd
El bulbul alaverd (Hemixos cinereus connectens; syn: Hemixos connectens) és un tàxon d'ocell de la família dels picnonòtids (Pycnonotidae). És endèmic de l'illa de Borneo (Indonèsia i Malàisia). Els seus hàbitats principals són els boscos tropicals i subtropicals de frondoses humits de les terres baixes i de l'estatge montà, les terres llaurades, i les plantacions. El seu estat de conservació es considera de risc mínim.

## Taxonomia
Segons el Handook of the Birds of the World i la quarta versió de la BirdLife International Checklist of the birds of the world (Desembre 2019), aquest tàxon tindria la categoria d'espècie. Tanmateix, altres obres taxonòmiques, com la llista mundial d'ocells del Congrés Ornitològic Internacional (versió 13.2, juliol 2023), el consideren encara una subespècie del bulbul cineri (Hemixos cinereus connectens).